# Cuarta ronda de la Clasificación de Concacaf para la Copa Mundial de Fútbol de 2010
La Cuarta ronda de la Clasificación de Concacaf para la Copa Mundial de Fútbol de 2010 fue la etapa que determinó la clasificación a la Copa Mundial de Fútbol de 2010. Se llevó a cabo del 11 de febrero al 14 de octubre de 2009. 
Estados Unidos, México y Honduras se clasificaron a la Copa Mundial tras finalizar en las primeras tres posiciones de la ronda. Costa Rica obtuvo la clasificación a la repesca ante Uruguay, la quinta de la clasificación de Conmebol.

## Tabla de posiciones
| Equipo            | Pts. | PJ | PG | PE | PP | GF | GC | Dif |
| ----------------- | ---- | -- | -- | -- | -- | -- | -- | --- |
| Estados Unidos    | 20   | 10 | 6  | 2  | 2  | 19 | 13 | 6   |
| México            | 19   | 10 | 6  | 1  | 3  | 18 | 12 | 6   |
| Honduras          | 16   | 10 | 5  | 1  | 4  | 17 | 11 | 6   |
| Costa Rica        | 16   | 10 | 5  | 1  | 4  | 15 | 15 | 0   |
| El Salvador       | 8    | 10 | 2  | 2  | 6  | 9  | 15 | -6  |
| Trinidad y Tobago | 6    | 10 | 1  | 3  | 6  | 10 | 22 | -12 |

| L\V                          | Bandera de Estados Unidos | Bandera de México | Bandera de Honduras | Bandera de Costa Rica | Bandera de El Salvador | Bandera de Trinidad y Tobago |
| Bandera de Estados Unidos    |                           | 2:0               | 2:1                 | 2:2                   | 2:1                    | 3:0                          |
| Bandera de México            | 2:1                       |                   | 1:0                 | 2:0                   | 4:1                    | 2:1                          |
| Bandera de Honduras          | 2:3                       | 3:1               |                     | 4:0                   | 1:0                    | 4:1                          |
| Bandera de Costa Rica        | 3:1                       | 0:3               | 2:0                 |                       | 1:0                    | 4:0                          |
| Bandera de El Salvador       | 2:2                       | 2:1               | 0:1                 | 1:0                   |                        | 2:2                          |
| Bandera de Trinidad y Tobago | 0:1                       | 2:2               | 1:1                 | 2:3                   | 1:0                    |                              |

|  | Clasificado directamente a la Copa Mundial de Fútbol de 2010.              |
|  | Clasificado a la repesca contra el quinto en la clasificación de CONMEBOL. |

### Evolución de posiciones
| País / Fecha      | 1  | 2  | 3  | 4  | 5  | 6  | 7  | 8  | 9  | 10 |
| ----------------- | -- | -- | -- | -- | -- | -- | -- | -- | -- | -- |
| Estados Unidos    | 1° | 1° | 1° | 1° | 2° | 3° | 2° | 1° | 1° | 1° |
| México            | 5° | 2° | 4° | 5° | 4° | 4° | 3° | 2° | 2° | 2° |
| Honduras          | 6° | 6° | 3° | 4° | 3° | 2° | 1° | 3° | 4° | 3° |
| Costa Rica        | 2° | 3° | 2° | 2° | 1° | 1° | 4° | 4° | 3° | 4° |
| El Salvador       | 4° | 4° | 5° | 3° | 5° | 5° | 5° | 5° | 5° | 5° |
| Trinidad y Tobago | 3° | 5° | 6° | 6° | 6° | 6° | 6° | 6° | 6° | 6° |

## Resultados

### Jornada 1
| 11 de febrero de 2009, 19:00 (UTC-5) | Estados Unidos     | 2:0 (1:0) | México | Columbus Crew Stadium, Columbus                           |                                                           |
|                                      | Bradley 43', 90+2' | Reporte   |        | Asistencia: 23 776 espectadores Árbitro(s): Carlos Batres | Asistencia: 23 776 espectadores Árbitro(s): Carlos Batres |

| 11 de febrero de 2009, 19:00 (UTC-6) | El Salvador       | 2:2 (0:2) | Trinidad y Tobago             | Estadio Cuscatlán, San Salvador                                     |                                                                     |
|                                      | Romero 82', 90+3' | Reporte   | Edwards 7' · Yorke 26' (pen.) | Asistencia: 25 000 espectadores Árbitro(s): Marco Antonio Rodríguez | Asistencia: 25 000 espectadores Árbitro(s): Marco Antonio Rodríguez |

| 11 de febrero de 2009, 20:00 (UTC-6) | Costa Rica       | 2:0 (0:0) | Honduras | Estadio Ricardo Saprissa, Tibás                          |                                                          |
|                                      | Furtado 48', 59' | Reporte   |          | Asistencia: 18 000 espectadores Árbitro(s): Joel Aguilar | Asistencia: 18 000 espectadores Árbitro(s): Joel Aguilar |

### Jornada 2
| 28 de marzo de 2009, 17:00 (UTC-6) | México                       | 2:0 (1:0) | Costa Rica | Estadio Azteca, Ciudad de México                         |                                                          |
|                                    | Bravo 20' · Pardo 52' (pen.) | Reporte   |            | Asistencia: 90 000 espectadores Árbitro(s): Terry Vaughn | Asistencia: 90 000 espectadores Árbitro(s): Terry Vaughn |

| 28 de marzo de 2009, 19:00 (UTC-4) | Trinidad y Tobago | 1:1 (0:0) | Honduras  | Estadio Hasely Crawford, Puerto España                     |                                                            |
|                                    | Hyland 90'        | Reporte   | Pavón 51' | Asistencia: 23 500 espectadores Árbitro(s): Wálter Quesada | Asistencia: 23 500 espectadores Árbitro(s): Wálter Quesada |

| 28 de marzo de 2009, 19:00 (UTC-6) | El Salvador                    | 2:2 (1:0) | Estados Unidos            | Estadio Cuscatlán, San Salvador                               |                                                               |
|                                    | Quintanilla 15' · Castillo 72' | Reporte   | Altidore 77' · Hejduk 88' | Asistencia: 30 350 espectadores Árbitro(s): Armando Archundia | Asistencia: 30 350 espectadores Árbitro(s): Armando Archundia |

### Jornada 3
| 1 de abril de 2009, 18:45 (UTC-5) | Estados Unidos         | 3:0 (1:0) | Trinidad y Tobago | LP Field, Nashville                                        |                                                            |
|                                   | Altidore 14', 71', 89' | Reporte   |                   | Asistencia: 27 959 espectadores Árbitro(s): Roberto Moreno | Asistencia: 27 959 espectadores Árbitro(s): Roberto Moreno |

| 1 de abril de 2009, 19:30 (UTC-6) | Honduras                    | 3:1 (2:0) | México              | Estadio Olímpico Metropolitano, San Pedro Sula        |                                                       |
|                                   | Costly 17', 79' · Pavón 43' | Reporte   | Castillo 82' (pen.) | Asistencia: 28 000 espectadores Árbitro(s): Paul Ward | Asistencia: 28 000 espectadores Árbitro(s): Paul Ward |

| 1 de abril de 2009, 20:00 (UTC-6) | Costa Rica  | 1:0 (0:0) | El Salvador | Estadio Ricardo Saprissa, Tibás                          |                                                          |
|                                   | Centeno 69' | Reporte   |             | Asistencia: 19 200 espectadores Árbitro(s): Jair Marrufo | Asistencia: 19 200 espectadores Árbitro(s): Jair Marrufo |

### Jornada 4
| 6 de junio de 2009, 18:05 (UTC-4) | Trinidad y Tobago        | 2:3 (1:1) | Costa Rica                    | Estadio Dwight Yorke, Bacolet                                |                                                              |
|                                   | Edwards 29' · Samuel 63' | Reporte   | Saborío 40' · Borges 52', 68' | Asistencia: 8 000 espectadores Árbitro(s): Courtney Campbell | Asistencia: 8 000 espectadores Árbitro(s): Courtney Campbell |

| 6 de junio de 2009, 19:00 (UTC-5) | Estados Unidos                     | 2:1 (1:1) | Honduras  | Soldier Field, Chicago                                       |                                                              |
|                                   | Donovan 43' (pen.) · Bocanegra 68' | Reporte   | Costly 5' | Asistencia: 55 647 espectadores Árbitro(s): Mauricio Morales | Asistencia: 55 647 espectadores Árbitro(s): Mauricio Morales |

| 6 de junio de 2009, 19:00 (UTC-6) | El Salvador                           | 2:1 (1:0) | México            | Estadio Cuscatlán, San Salvador                            |                                                            |
|                                   | Martínez 11' · Quintanilla 86' (pen.) | Reporte   | Blanco 71' (pen.) | Asistencia: 33 000 espectadores Árbitro(s): Wálter Quesada | Asistencia: 33 000 espectadores Árbitro(s): Wálter Quesada |

### Jornada 5
| 3 de junio de 2009, 20:00 (UTC-6)                                                          | Costa Rica                            | 3:1 (2:0) | Estados Unidos       | Estadio Ricardo Saprissa, Tibás                         |                                                         |
|                                                                                            | Saborío 2' · Borges 13' · Herrera 68' | Reporte   | Donovan 90+2' (pen.) | Asistencia: 19 200 espectadores Árbitro(s): Neal Brizan | Asistencia: 19 200 espectadores Árbitro(s): Neal Brizan |
| Partido adelantado por la participación de Estados Unidos en la Copa Confederaciones 2009. |                                       |           |                      |                                                         |                                                         |

| 10 de junio de 2009, 19:30 (UTC-6) | Honduras  | 1:0 (1:0) | El Salvador | Estadio Olímpico Metropolitano, San Pedro Sula               |                                                              |
|                                    | Pavón 13' | Reporte   |             | Asistencia: 28 000 espectadores Árbitro(s): Baldomero Toledo | Asistencia: 28 000 espectadores Árbitro(s): Baldomero Toledo |

| 10 de junio de 2009, 20:30 (UTC-6) | México                | 2:1 (1:1) | Trinidad y Tobago | Estadio Azteca, Ciudad de México                        |                                                         |
|                                    | Franco 2' · Rojas 48' | Reporte   | Tinto 45+1'       | Asistencia: 92 000 espectadores Árbitro(s): José Pineda | Asistencia: 92 000 espectadores Árbitro(s): José Pineda |

|  |  |

### Jornada 6
| 12 de agosto de 2009, 15:00 (UTC-6) | México                 | 2:1 (1:1) | Estados Unidos | Estadio Azteca, Ciudad de México                            |                                                             |
|                                     | Castro 19' · Sabah 82' | Reporte   | Davies 9'      | Asistencia: 104 499 espectadores Árbitro(s): Roberto Moreno | Asistencia: 104 499 espectadores Árbitro(s): Roberto Moreno |

| 12 de agosto de 2009, 19:30 (UTC-4) | Trinidad y Tobago | 1:0 (1:0) | El Salvador | Estadio Hasely Crawford, Puerto España                   |                                                          |
|                                     | Glen 7'           | Reporte   |             | Asistencia: 25 784 espectadores Árbitro(s): Terry Vaughn | Asistencia: 25 784 espectadores Árbitro(s): Terry Vaughn |

| 12 de agosto de 2009, 19:30 (UTC-6) | Honduras                                          | 4:0 (1:0) | Costa Rica | Estadio Olímpico Metropolitano, San Pedro Sula                      |                                                                     |
|                                     | Costly 30', 90+2' · Pavón 51' · M. Valladares 89' | Reporte   |            | Asistencia: 30 000 espectadores Árbitro(s): Marco Antonio Rodríguez | Asistencia: 30 000 espectadores Árbitro(s): Marco Antonio Rodríguez |

### Jornada 7
| 5 de septiembre de 2009, 18:11 (UTC-7) | Estados Unidos               | 2:1 (2:1) | El Salvador  | Rio Tinto Stadium, Sandy                                |                                                         |
|                                        | Dempsey 41' · Altidore 45+2' | Reporte   | Castillo 31' | Asistencia: 19 066 espectadores Árbitro(s): José Pineda | Asistencia: 19 066 espectadores Árbitro(s): José Pineda |

| 5 de septiembre de 2009, 19:00 (UTC-6) | Honduras                                 | 4:1 (2:0) | Trinidad y Tobago | Estadio Olímpico Metropolitano, San Pedro Sula          |                                                         |
|                                        | Pavón 20', 28' · Guevara 62' · Suazo 83' | Reporte   | Baptiste 86'      | Asistencia: 38 000 espectadores Árbitro(s): Mark Geiger | Asistencia: 38 000 espectadores Árbitro(s): Mark Geiger |

| 5 de septiembre de 2009, 20:00 (UTC-6) | Costa Rica | 0:3 (0:1) | México                                       | Estadio Ricardo Saprissa, Tibás                         |                                                         |
|                                        |            | Reporte   | dos Santos 45+1' · Franco 62' · Guardado 71' | Asistencia: 20 000 espectadores Árbitro(s): Neal Brizan | Asistencia: 20 000 espectadores Árbitro(s): Neal Brizan |

### Jornada 8
| 9 de septiembre de 2009, 19:11 (UTC-4) | Trinidad y Tobago | 0:1 (0:0) | Estados Unidos | Estadio Hasely Crawford, Puerto España                 |                                                        |
|                                        |                   | Reporte   | Clark 61'      | Asistencia: 4700 espectadores Árbitro(s): Joel Aguilar | Asistencia: 4700 espectadores Árbitro(s): Joel Aguilar |

| 9 de septiembre de 2009, 19:00 (UTC-6) | El Salvador    | 1:0 (0:0) | Costa Rica | Estadio Cuscatlán, San Salvador                               |                                                               |
|                                        | Corrales 90+1' | Reporte   |            | Asistencia: 18 000 espectadores Árbitro(s): Armando Archundia | Asistencia: 18 000 espectadores Árbitro(s): Armando Archundia |

| 9 de septiembre de 2009, 20:00 (UTC-6) | México            | 1:0 (0:0) | Honduras | Estadio Azteca, Ciudad de México                              |                                                               |
|                                        | Blanco 76' (pen.) | Reporte   |          | Asistencia: 97 897 espectadores Árbitro(s): Courtney Campbell | Asistencia: 97 897 espectadores Árbitro(s): Courtney Campbell |

### Jornada 9
| 10 de octubre de 2009, 17:00 (UTC-5) | México                                                     | 4:1 (1:0) | El Salvador  | Estadio Azteca, Ciudad de México                           |                                                            |
|                                      | González 25' (a.g.) · Blanco 71' · Palencia 85' · Vela 90' | Reporte   | Martínez 89' | Asistencia: 104 000 espectadores Árbitro(s): Carlos Batres | Asistencia: 104 000 espectadores Árbitro(s): Carlos Batres |

| 10 de octubre de 2009, 20:00 (UTC-6) | Costa Rica                                        | 4:0 (1:0) | Trinidad y Tobago | Estadio Ricardo Saprissa, Tibás                          |                                                          |
|                                      | James 26' (a.g.) · Centeno 51' · Saborío 61', 64' | Reporte   |                   | Asistencia: 10 000 espectadores Árbitro(s): Jair Marrufo | Asistencia: 10 000 espectadores Árbitro(s): Jair Marrufo |

| 10 de octubre de 2009, 20:00 (UTC-6) | Honduras         | 2:3 (0:0) | Estados Unidos               | Estadio Olímpico Metropolitano, San Pedro Sula             |                                                            |
|                                      | de León 47', 78' | Reporte   | Casey 50', 66' · Donovan 71' | Asistencia: 37 000 espectadores Árbitro(s): Roberto Moreno | Asistencia: 37 000 espectadores Árbitro(s): Roberto Moreno |

### Jornada 10
| 14 de octubre de 2009, 18:05 (UTC-6) | El Salvador | 0:1 (0:0) | Honduras  | Estadio Cuscatlán, San Salvador                             |                                                             |
|                                      |             | Reporte   | Pavón 64' | Asistencia: 28 000 espectadores Árbitro(s): Ricardo Salazar | Asistencia: 28 000 espectadores Árbitro(s): Ricardo Salazar |

| 14 de octubre de 2009, 20:05 (UTC-4) | Trinidad y Tobago        | 2:2 (1:0) | México                    | Estadio Hasely Crawford, Puerto España                   |                                                          |
|                                      | Baptiste 23' (pen.), 61' | Reporte   | Esqueda 57' · Salcido 65' | Asistencia: 2000 espectadores Árbitro(s): Wálter Quesada | Asistencia: 2000 espectadores Árbitro(s): Wálter Quesada |

| 14 de octubre de 2009, 20:05 (UTC-5) | Estados Unidos                | 2:2 (0:2) | Costa Rica   | RFK Memorial Stadium, Washington D. C.                        |                                                               |
|                                      | Bradley 71' · Bornstein 90+5' | Reporte   | Ruiz 20' 23' | Asistencia: 36 243 espectadores Árbitro(s): Armando Archundia | Asistencia: 36 243 espectadores Árbitro(s): Armando Archundia |

## Goleadores
7 goles
- Carlos Pavón

5 goles
- Jozy Altidore
- Carlo Costly

4 goles
- Álvaro Saborío

3 goles
| - Celso Borges - Michael Bradley | - Landon Donovan | - Cuauhtémoc Blanco | - Kerry Baptiste |

2 goles
| - Walter Centeno - Andy Furtado - Bryan Ruiz | - Christian Castillo - Julio Martínez - Osael Romero | - Eliseo Quintanilla - Conor Casey - Julio César de León | - Guillermo Franco - Carlos Edwards |

1 gol
| - Pablo Herrera - Rudis Corrales - Carlos Bocanegra - Jonathan Bornstein - Ricardo Clark - Charlie Davies - Clint Dempsey | - Frankie Hejduk - Amado Guevara - David Suazo - Melvin Valladares - Omar Bravo - Nery Castillo - Israel Castro | - Giovani dos Santos - Enrique Esqueda - Andrés Guardado - Francisco Palencia - Pável Pardo - Óscar Rojas - Miguel Sabah | - Carlos Salcido - Carlos Vela - Cornell Glen - Khaleem Hyland - Collin Samuel - Hayden Tinto - Dwight Yorke |

Autogoles
| - Marvin González (a favor de México) | - Julius James (a favor de Costa Rica) |  |